# Limnonectes gyldenstolpei
Limnonectes gyldenstolpei és una espècie de granota que viu a Cambodja, Laos, Tailàndia i, possiblement també, Myanmar.
Està amenaçada d'extinció per la pèrdua del seu hàbitat natural.